# Муньос, Марко
Марко Муньос (исп. Marco Muñoz) (9 марта 1957, Ла-Пас, Мексика) — мексиканский актёр.

## Биография
Родился 9 марта 1957 года в Ла-Пас. В мексиканском кинематографе дебютировал в 1982 году и с тех пор снялся в 33 работах в кино и телесериалах. В 1997 году в связи с кризисом в телекомпании Televisa, первым из актёрской плеяды перешёл в телекомпанию TV Azteca, однако в 2004 году вернулся обратно в Televisa. Дважды номинирован на премию TVyNovelas.

## Фильмография

### Избранные телесериалы
- 1983 — Искорка — доктор Торрес.
- 1985 — Бьянка Видаль — Рамиро Серпа.
- 1985-2007 — Женщина, случаи из реальной жизни
- 1992 — Дедушка и я — Виктор.
- 1998 — Три жизни Софии — Хорхе Брисеньо.
- 2001 — Женские секреты — Мигель.
- 2007-08 — К чёрту красавчиков — Дамиан Аранго.
- 2008 — Женщины-убийцы — Марио.
- 2008-н. в. — Роза Гваделупе
- 2011-н. в. — Как говорится — Артемио.